# Zelotes singroboensis
Zelotes singroboensis är en spindelart som beskrevs av Jean-François Jézéquel 1965. Zelotes singroboensis ingår i släktet Zelotes och familjen plattbuksspindlar.
Artens utbredningsområde är Elfenbenskusten. Inga underarter finns listade i Catalogue of Life.